# René Jayr
René Jayr, né le 6 juin 1900 au lieu-dit Les Pesquiés près de Villefranche-de-Rouergue et mort le 15 avril 1980 dans la même ville, est un homme politique français.

## Biographie
Il est le petit-fils du poète Charles de Pomairols.

## Détail des fonctions et des mandats
Mandat parlementaire
- 8 décembre 1946 - 7 novembre 1948 : Sénateur de l'Aveyron